# 北京娱乐信报
《北京娱乐信报》（Beijing Entertainment Messenger）是北京日报报业集团旗下的一份娱乐性综合报纸，前身为北京市文学艺术联合会于1981年1月4日创办的《戏剧电影报》，发行量曾达20万份，年广告收入100万元。2000年10月9日，该报更名，改与中国亚洲电视艺术中心合办。2001年4月9日，该报由周三刊发改为周五刊刊发，2002年4月9日起，周六、周日也开始刊发， 正式成为周七刊的日报。2004年11月，由北京日报报业集团接管。主要栏目有“今日发生”、“第二关注”、“中国娱乐新闻”、“视听搜索”、“主题报道”、“昨夜北京”等。
2007年11月27日，北京娱乐信报转型为地铁报，在各车站内免费发放。信报也增加了“D字号”版，专门刊登地铁新闻。2018年1月1日，《北京娱乐信报》休刊。